# Piazza Vanvitelli
La Piazza Vanvitelli est une place de Naples située dans le quartier collinaire de Vomero.
Elle est dédiée au grand architecte Luigi Vanvitelli, dont les œuvres comprennent le Palais Royal de Caserte et le Foro Carolino sur la piazza Dante.
La place a un plan octogonal et en elle se croisent deux rues fondamentales du quartier : via Alessandro Scarlatti et via Bernini. Ceci, associé à la présence de la station de métro du même nom, en fait le cœur du quartier et le centre de la vie nocturne du quartier.

## Histoire

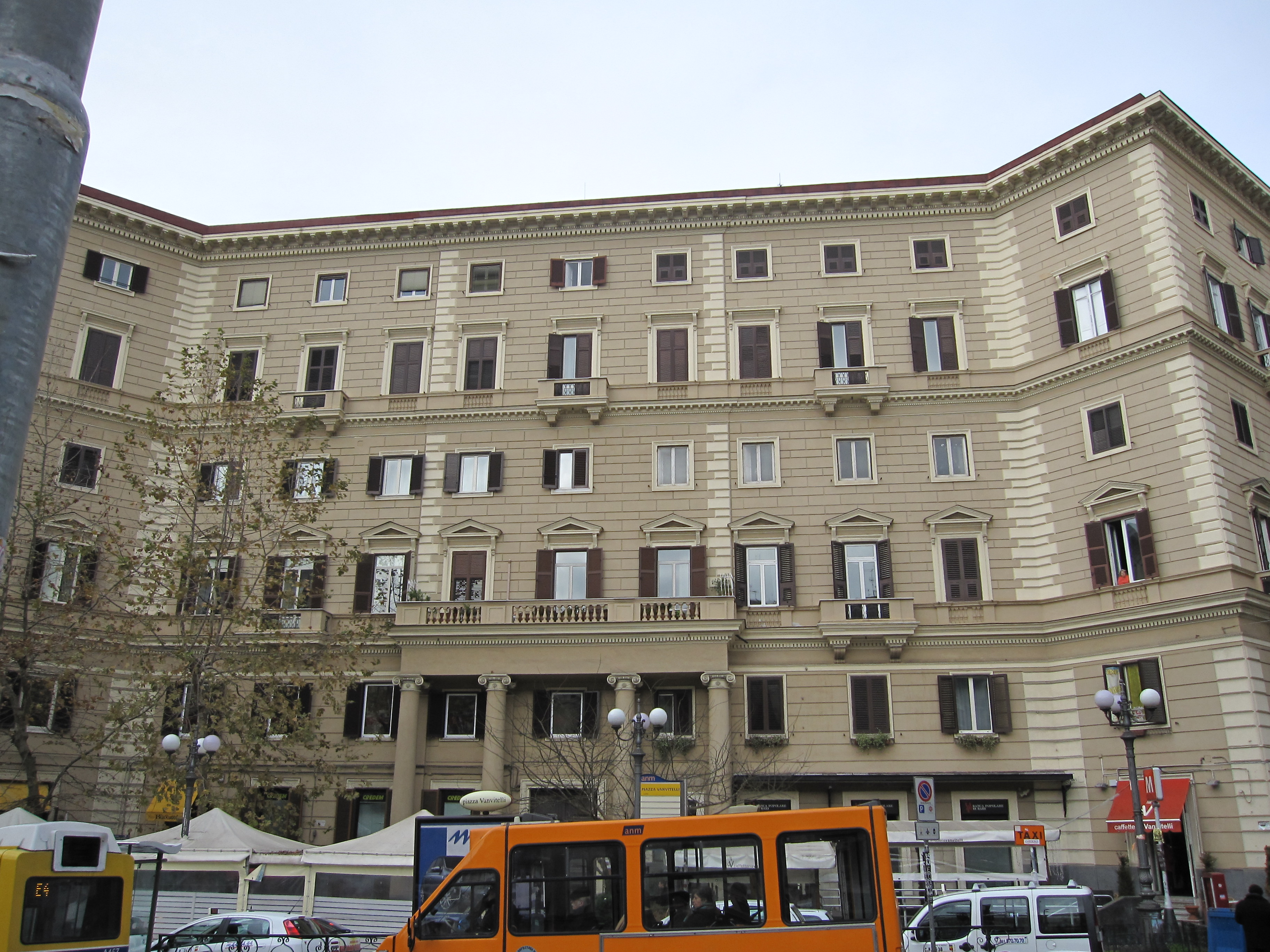
L'un des quatre bâtiments néo-Renaissance de part et d'autre de la place

La place est née dans les années 1880, grâce à l'une des nombreuses interventions réalisées pour le Plan de Rénovation et d'Agrandissement de Naples . En fait, en 1885, le nouveau quartier de Vomero a été conçu, ce qui prévoyait une disposition orthogonale des rues. L'intersection des axes principaux du nouveau quartier était la Piazza Vanvitelli.
La même année, les travaux de construction ont commencé, après la cérémonie d'inauguration en présence de la famille royale d'Italie et du maire de l'époque, Nicola Amore. Les travaux, entrepris par la Banca Tiberina, furent achevés en peu de temps et déjà en 1889 les rues principales du quartier étaient tracées ; elles étaient dédiées à 37 artistes importants, dont Vanvitelli.
Sur la Piazza Vanvitelli, quatre bâtiments de style néo-Renaissance ont été construits sur les côtés de la place, un style typique de nombreux bâtiments du quartier, en particulier dans la partie inférieure de Vomero, entre la place et la Chartreuse di San Martino, bâti entre la fin du XIXe siècle et les premières années du XXe siècle.
Au centre de la place une fontaine en granit et piperno était initialement installée au centre du parterre de fleurs, mais celle-ci a été supprimée au début du XXe siècle à l'occasion du positionnement des rails du tramway. À sa place, un palmier d'une colonie italienne d'Afrique a été planté.

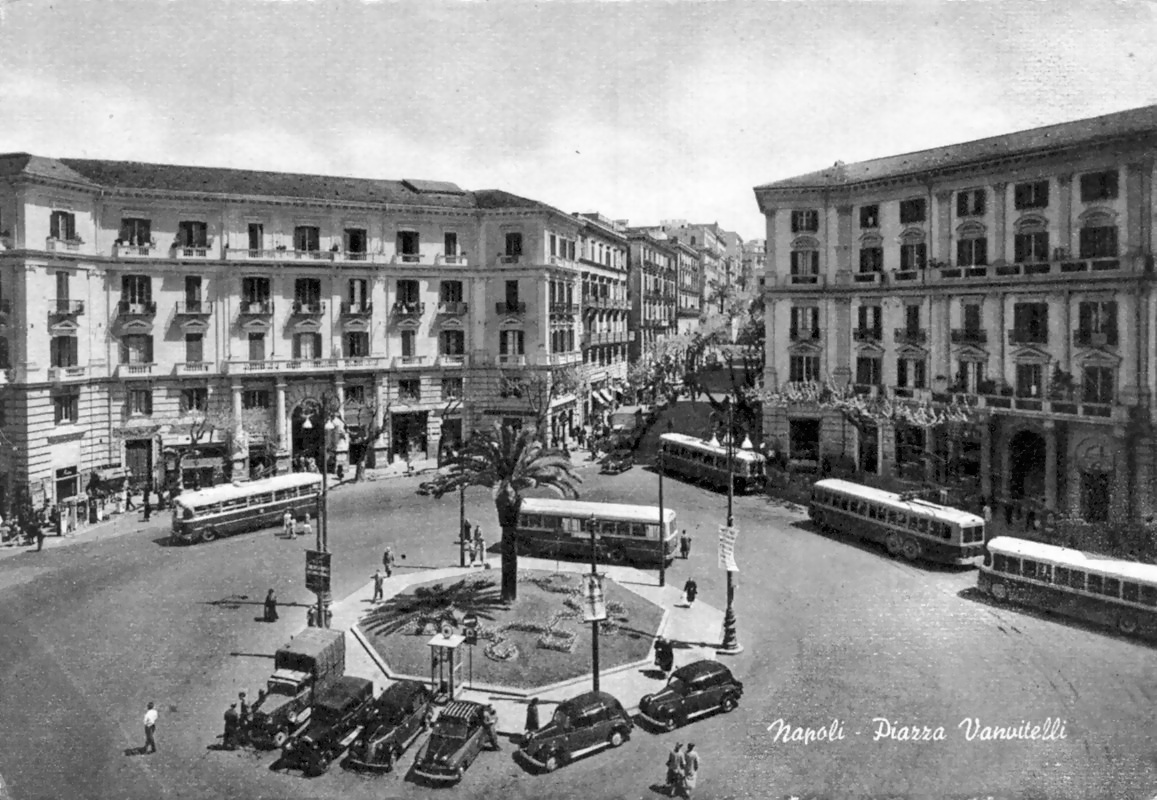
La place dans les années 1950

Le 22 décembre 1976, la première pierre du métro Collinare, l'actuelle ligne 1, a été posée par le maire de l'époque Maurizio Valenzi. La Piazza Vanvitelli a eu son chantier en 1980 et a dû subir son invasion jusqu'en 1993, année où la station Vanvitelli et le premier tronçon du métro ont été inaugurés.
En décembre 2009, le palmier historique planté dans le parterre central (qui avait été enlevé pour le chantier du métro et replanté à l'ouverture de la station) est mort après avoir été touché par le charançon dit rouge, le parasite qui tuait les palmiers de la ville, entre autres en détruisant les rangées de palmiers tout aussi historiques et magnifiques de viale Gramsci et viale Augusto.
La Municipalité a alors décidé de planter une autre essence d'arbre et a confié la décision à une enquête sur son site. La majorité opta pour un laurier-camphrier, mais une polémique éclata à cause du résultat malheureux ainsi que de la décision de ne pas replanter un autre palmier.

## Description

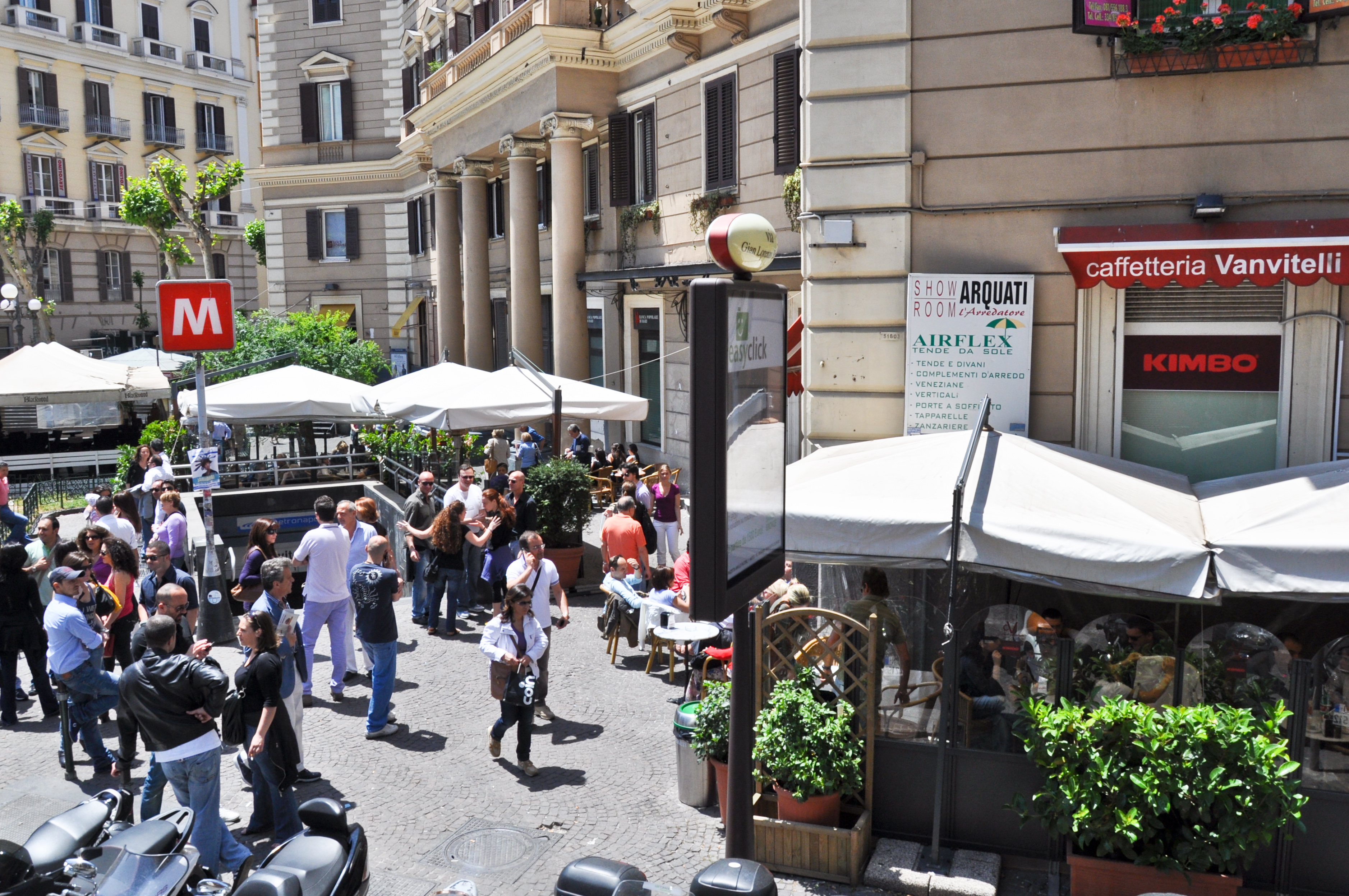
Un coin de la place avec une des sorties de métro

La place est considérée comme le cœur du Vomero pour sa beauté architecturale et pour l'importance qu'elle a pour le quartier.
Depuis l'ouverture de la station de métro, la Piazza Vanvitelli est devenue un lieu de rencontre pour de nombreux jeunes de la ville, principalement du nord de la ville, relié au Vomero par le même métro.
Avec le palmier, le symbole de la place est l'horloge historique de l'Autorité autonome de Volturno, l'une des douze horloges publiques qui ont survécu au bombardement de la Seconde Guerre mondiale des vingt et un installées entre 1931 et 1933 dans les plus importantes rues de la ville. Depuis 2008, dix d'entre elles ont fait l'objet d'une restauration conservatrice, passant du vert au gris métallisé ainsi que la restauration du cadran original à chiffres arabes qui depuis les années 70 comportait des chiffres romains.

## Transport
La meilleure façon d'atteindre la Piazza Vanvitelli est sans aucun doute le métro avec la station susmentionnée.
A cela s'ajoute le vaste réseau de bus de Vomero, qui permet une bonne connexion avec tous les quartiers du centre.
À une courte distance de la place, dans la via Domenico Cimarosa, se dresse la station terminale supérieure du funiculaire de Chiaia tandis que sur la piazzetta Ferdinando Fuga, également à proximité de la piazza Vanvitelli, celle du funiculaire Central. En continuant via Scarlatti, en direction de Castel Sant'Elmo, on rejoint la station terminale supérieure du funiculaire Montesanto, qui relie le Vomero au centre historique, sur la place Montesanto, près de Piazza Dante.